# مهمة في سبع أيام (فلم)
مهمة في سبع أيام هو فيلم تشويقي وذو أحداث مثيرة، أُنتج في الكويت، وأُصدر في 28 من مارس 2019.

## قصة الفيلم
في قالب من الإثارة والتشويق، يحاول الشقيقان راشد وفهد البحث عن طريقة لتسديد قرض ضخم خلال مهلة لا تتجاوز سبعة أيام، وهو ما يدخلهما في مغامرة غير مضمونة العواقب

## طاقم العمل
- محمد صفر
- عبدالله الطراروة
- محمد عبد الرزاق

واخرون ..